# Georges Cuvelier
Georges Cuvelier (26 mei 1896 – onbekend) was een Frans wielrenner.

## Levensloop en carrière
Cuvelier won in 1923 het Critérium des Aiglons, een rittenwedstrijd die plaatsvond van 1920 tot 1932, voor Nicolas Frantz. Op zijn palmares staan ook 3 ritten in de Ronde van Catalonië in 1927 en drie maal een toptwintignotering in de Ronde van Frankrijk.

## Resultaten in voornaamste wedstrijden
| Jaar | Ronde van Italië | Ronde van Frankrijk | Ronde van Spanje |
| ---- | ---------------- | ------------------- | ---------------- |
| 1923 |                  | 20e                 |                  |
| 1924 |                  | 12e                 |                  |
| 1925 |                  |                     |                  |
| 1926 |                  | 8e                  |                  |
| 1927 |                  | opgave              |                  |

- Bibliothèque nationale de France: cb16997573p (data)
- International Standard Name Identifier: 0000 0004 5582 3741
- Virtual International Authority File: 277144783111147395691